# 前田 (高松市)
前田（まえだ）は、香川県高松市東部にある一地区で、高松市役所前田出張所の管内。前田東町、前田西町、亀田町の3町からなる。かつては全域が「木田郡前田村」（まえだむら）として存在し、1956年（昭和31年）9月30日に高松市に編入された。

## 地理
地区は高松市東部に位置し、木田郡三木町と境界を接する南北に長い地区である。人口は2010年時点で4630人（男2231人/女2399人）、世帯数は1981世帯で、2010年現在減少傾向にある。面積は6.11km2と高松市の地区の中では平均的であるが、人口密度は1平方キロメートルあたり747.63人と高松市の平均よりも低い。地区内は全体を通して田の広がる田園地帯であり、散村状に民家が点在している。高松市中心部までは約8kmであるが、ことでん西前田駅や高田駅を中心にベッドタウンとしての性格もある。

### 地形
全域が高松平野の一部であるが、地区の北側には標高280.1mの前田山、そこから北東に向かって100m - 200m級の山が連続しており、高松平野はここで終了する。地区の中心には新川、西端に吉田川が流れ、北西部付近で吉田川が新川に合流している。
- 山：前田山（280.1m）
- 川：新川、吉田川
- 湖沼：北原池、額池、引妻池、皿池、昭和池、横谷池、中池、五分ヶ池、谷堂池

### 人口
| \| 2002年（平成14年） \| 5,122人 \| \| \| 2003年（平成15年） \| 5,071人 \| \| \| 2004年（平成16年） \| 5,014人 \| \| \| 2005年（平成17年） \| 4,985人 \| \| \| 2006年（平成18年） \| 4,929人 \| \| \| 2007年（平成19年） \| 4,851人 \| \| \| 2008年（平成20年） \| 4,762人 \| \| \| 2009年（平成21年） \| 4,745人 \| \| \| 2010年（平成22年） \| 4,630人 \| \| |         |  |
| 高松市 / 登録人口（10月1日時点） |         |  |
| 2002年（平成14年） | 5,122人 |  |
| 2003年（平成15年） | 5,071人 |  |
| 2004年（平成16年） | 5,014人 |  |
| 2005年（平成17年） | 4,985人 |  |
| 2006年（平成18年） | 4,929人 |  |
| 2007年（平成19年） | 4,851人 |  |
| 2008年（平成20年） | 4,762人 |  |
| 2009年（平成21年） | 4,745人 |  |
| 2010年（平成22年） | 4,630人 |  |

### 高松市前田出張所管内
- 前田東町 761-0322
- 前田西町 761-0321
- 亀田町 761-0323

## 歴史

### 年表
高松市編入以前は「前田村」を参照
- 1956年（昭和31年）9月30日 - 木田郡前田村が高松市に合併（高松市第5次合併）。この区域を以って高松市前田地区成立。
  - 旧大字の区域を継承した前田東町、前田西町、亀田町の3町を設置。
  - 高松市前田出張所が開所。
  - 前田村立前田小学校が高松市立前田小学校に改称。
  - 前田村立前田中学校が高松市立前田中学校に改称。
- 1966年（昭和41年）4月1日 - 市立前田中学校を廃し、市立協和中学校へ統合。
- 1994年（平成6年）3月30日 - 国道11号高松東バイパスの前田西町交差点 - 水田交差点が暫定供用開始。
- 1994年（平成6年）11月 - 高松東バイパスの香川医大北交差点（現在の香川大学医学部北交差点） - 前田西町交差点が暫定供用開始。
- 2001年（平成13年）3月29日 - 高松自動車道のさぬき三木I.C. - 高松中央I.C.が開通。地区内にインターチェンジは無し。
- 2003年（平成15年）3月30日 - 高松自動車道の全線開通にともない、地区内に高松東I.C.が供用開始。
- 2004年（平成16年）3月27日 - 高松東バイパスの香川医大北交差点 - 檀紙交差点が完成し、6車線供用開始。

### 町名の変遷
| 実施後   | 実施年月日      | 実施前     |
| -------- | --------------- | ---------- |
| 前田西町 | 昭和31年9月30日 | 大字西前田 |
| 前田東町 | 昭和31年9月30日 | 大字東前田 |
| 亀田町   | 昭和31年9月30日 | 大字北亀田 |

## 経済
高松市の平均と比較して第一次産業（+4.9%）及び第二次産業従事者（+3.0%）の割合が高く、第三次産業従事者（-7.9%）の割合が大幅に低い。

### 第一次産業
- 就業者数：180人、構成比：8.4%（2005年国勢調査）[3]

地区内には多くの農地が存在し、主に稲作を中心とした農業が行われている。
- 米

### 第二次産業
- 就業者数：479人、構成比：22.4%（2005年国勢調査）[3]

地区内に大規模な第二次産業集中地帯は無い。

### 第三次産業
- 就業者数：1483人、構成比：69.2%（2005年国勢調査）[3]

地区内に主だった商業施設は存在しない。川添、十河、三木町など近隣地区にはそれぞれマルナカやフジグランなどが存在する。
主な企業
- 香川県農業協同組合前田支店・前田支店高田出張所

## 教育
地区内の小学校は市立前田小学校が存在し、中学校は存在しない。小学校区は前田小学校が地区のほぼ全域を校区としているが、地区北部の夕陽ヶ丘団地は地区外の古高松南小学校の校区である。中学校区は前田小学校の校区が川添地区にある市立協和中学校の校区であり、古高松南小学校の校区は古高松中学校の校区となっている。
三木町側ではあるが当地区との境界付近には香川大学医学部（旧・香川医科大学）とその附属病院が存在している。
高等学校
- 香川県立高松東高等学校

小学校・中学校
太字の校名は地区内に位置する学校で、それ以外は地区内には位置しないが校区が地区内にかかっている学校。
- 高松市立前田小学校
- 高松市立古高松南小学校
- 高松市立協和中学校
- 高松市立古高松中学校

幼稚園・保育所
- 高松市立前田幼稚園
- 私立若葉保育園
- 私立西光寺保育所

## 行政
この地区の行政サービスの中心としては高松市前田出張所があり各種住民サービスに対応している。またそこは公民館も兼ねていて前田コミュニティセンターとして地域交流・生涯学習の中心となっている。
主な行政施設
- 高松市前田出張所
- 高松東警察署前田駐在所

## 生活
公共施設
- 前田コミュニティセンター（公民館）
- 高松前田郵便局
- 前田勘定公園

## 交通
地区のほぼ真ん中をさぬき夢街道（国道11号線バイパス）と高松自動車道が横断し地区内には高松東ICがある。
公共交通機関としてはことでんバスの高松医療センター・大学病院線があるほか、高松琴平電気鉄道長尾線の西前田駅、高田駅がある。

### 道路
高速道路
- 高松自動車道高松東IC

国道
- 国道11号高松東バイパス（さぬき夢街道）

主要地方道
- 香川県道30号塩江屋島西線（新田街道）
- 香川県道42号小蓑前田東線

その他県道
- 香川県道147号太田上町志度線（亀田町交差点 - 医大西交差点は県道30号と重複）

市道
- 高松市道東山崎亀田線（長尾街道）

### 鉄道
ことでん
- 長尾線：西前田駅 - 高田駅

### バス
地区内を通るバス路線はことでんバスの高松医療センター・大学病院線と大川バスの引田線が存在する。高松医療センター・大学病院線はJR高松駅発ことでん瓦町駅経由で、地区内の高田駅を終点とし、地区内では全線が香川県道30号塩江屋島西線を路線としている。引田線も高松駅発瓦町経由で、東かがわ市引田まで運行し、地区内では全線が長尾街道（市道東山崎亀田線）を路線としている。
ことでんバス
- 高松医療センター・大学病院線：谷川 - 高田駅

大川バス
- 引田線：前田橋 - 高田 - 亀田

## メディア

### 放送
ケーブルテレビ
- ケーブルメディア四国（CMS）

地上波テレビ放送
テレビ放送の場合は地区内の前田山に大規模送信所「高松局」があるため基本的にそこを受信する。しかし、アナログ放送において前田山直下の高台の住宅地では電波が強すぎて良好な受信が困難であり、前田山とは反対側の三豊市にある西讃岐中継局を受信する世帯が多い。西讃岐局までは高松平野と丸亀平野を越えて非常に距離があるが、高台での受信であるため障害物が少なく視聴可能な電界強度が得られる。その他何らかの理由で高松局が受信できない場合や、古い建物の場合は海を超えた岡山局を受信する。いずれにしてもデジタル放送ではある一定の受信レベルさえ確保すればゴースト障害やちらつきは起らないため、強電界域用のアンテナを用いるなどして高松局の受信が可能である。
| 局名                 | 局名                 | NHK高松 | NHK高松 | NHK岡山 | NHK岡山 | RNC  | KSB  | RSK  | OHK  | TSC  | 出力            | 偏波面 | 送信 場所 |
| 局名                 | 局名                 | 総合    | 教育    | 総合    | 教育    | RNC  | KSB  | RSK  | OHK  | TSC  | 出力            | 偏波面 | 送信 場所 |
| デジタルリモコン番号 | デジタルリモコン番号 | 1ch     | 2ch     | 1ch     | 2ch     | 4ch  | 5ch  | 6ch  | 8ch  | 7ch  | 出力            | 偏波面 | 送信 場所 |
| -------------------- | -------------------- | ------- | ------- | ------- | ------- | ---- | ---- | ---- | ---- | ---- | --------------- | ------ | --------- |
| 高松                 | デジタル             | 24ch    | 13ch    | -       | -       | 15ch | 17ch | 21ch | 27ch | 18ch | NHK1kW/民放500W | 水平   | 前田山    |
| 高松                 | アナログ             | 37ch    | 39ch    | -       | -       | 41ch | 33ch | 29ch | 31ch | 19ch | NHK10kW/民放5kW | 水平   | 前田山    |
| 西讃岐               | デジタル             | 24ch    | 13ch    | -       | -       | 15ch | 17ch | 21ch | 28ch | 18ch | 100W            | 水平   | 大麻山    |
| 西讃岐               | アナログ             | 44ch    | 40ch    | -       | -       | 50ch | 42ch | 48ch | 52ch | 46ch | 3kW             | 水平   | 大麻山    |
| 岡山 (北讃岐)        | デジタル             | (24ch)  | (13ch)  | 32ch    | 45ch    | 20ch | 30ch | 21ch | 27ch | 18ch | 2kW(200W)       | 水平   | 金甲山    |
| 岡山 (北讃岐)        | アナログ             | -       | -       | 5ch     | 3ch     | 9ch  | 25ch | 11ch | 35ch | 23ch | V10kW/U20kW     | 水平   | 金甲山    |

| AMラジオ放送 - NHK高松第1放送：1368kHz（高松局 出力5kW） - NHK高松第2放送：1035kHz（高松局 出力1kW） - 西日本放送ラジオ：1449kHz（高松局 出力5kW） | FMラジオ放送 - NHK高松FM放送：86.0MHz（高松局 出力1kW） - FM香川：78.6MHz（高松局 出力1kW） - FM高松：81.5kHz（コミュニティ放送 出力20W） |

県外波
| - NHK岡山第1放送：603kHz（岡山局 出力5kW） - NHK岡山第2放送：1386kHz（岡山局 出力5kW） - RSKラジオ：1494kHz（岡山局 出力10kW） - NHK大阪第1放送：666kHz（大阪局 出力100kW） - NHK大阪第2放送：828kHz（大阪局 出力300kW） - MBSラジオ：1179kHz（大阪局 出力50kW） - 朝日放送ラジオ：1008kHz（大阪局 出力50kW） - ラジオ大阪：1314kHz（大阪局 出力50kW） | - NHK岡山FM放送：88.7MHz（岡山局 出力1kW） - FM岡山：76.8MHz（岡山局 出力1kW） |

## 名所・旧跡・観光・レジャー
地区内に主だった観光施設はない。
- 前田東・中村遺跡（弥生時代中期）